# Autoexperimentació
L'autoexperimentació és l'experimentació científica on l'investigador realitza un experiment sobre si mateix. L'autoexperimentació té una llarga i ben documentada trajectòria dins la història de la ciència que continua fins avui en dia, i és especialment freqüent en medicina. Alguns d'aquests experiments han estat molt valuosos i han generat nous coneixements sobre diferents àrees de la ciència. Tot i això, l'autoexperimentació científica també planteja diversos problemes metodològics, estadístics i ètics.